# تشارلز كونجدون
تشارلز كونجدون (بالإنجليزية: Charles Congdon)‏ هو لاعب غولف أمريكي، ولد في 12 نوفمبر 1909 في بلين في الولايات المتحدة، وتوفي في 28 فبراير 1965.